# 南红嘴犀鸟
，是犀鸟目犀鸟科的一种鸟类。
南红嘴犀鸟体重约150克，翼长约180.8毫米，嘴峰长约76.4毫米，喙宽度约14毫米，喙厚度约21.9毫米，跗蹠长约40.4毫米，尾长约190.2毫米。南红嘴犀鸟在其分布区内为留鸟，其栖息在开放的中等高度的林地中，食性为肉食性，主要食物来源是陆生无脊椎动物。
南红嘴犀鸟分布于安哥拉和纳米比亚北部至莫桑比克和南非东部。该物种是单型物种，没有亚种分化。
南红嘴犀鸟在其分布区内常见，没有受到广泛威胁，但是在马拉维，该物种只在保护区内常见。